# Glycosmis superba
Glycosmis superba är en vinruteväxtart som beskrevs av Benjamin Clemens Masterman Stone. Glycosmis superba ingår i släktet Glycosmis och familjen vinruteväxter. Inga underarter finns listade i Catalogue of Life.